# Observatoire de Magdalena Ridge
L’Observatoire de Magdalena Ridge, également désigné par son acronyme, MRO est un observatoire astronomique situé dans le Comté de Socorro, au Nouveau-Mexique (États-Unis). Il comprend un télescope de 2,4 mètres de diamètre et un interféromètre optique comprenant 10 télescopes de 1,4 mètre de diamètre en cours de construction en 2022. 

## Site
L'observatoire de Magdalena Ridge occupe un terrain de 400 hectares situé dans le massif de Magdalena (en) à une altitude 3230 mètres dans le Comté de Socorro, au Nouveau-Mexique (États-Unis). Le site fait partie d'une zone protégée : la Forêt nationale de Cibola.
Le MRO est géré par l'École des mines du Nouveau-Mexique (États-Unis) et le Laboratoire Cavendish de l'Université de Cambridge (Royaume-Uni). Il est financé principalement par le NRL à Washington qui est le laboratoire de recherche de la Marine de guerre des États-Unis.

## Historique
La conception du télescope de 2,4 mètres remonte à la fin années 1990 mais l'observatoire n'est inauguré qu'en 2007 et devient opérationnel en 2008.
Le miroir primaire du télescope a une histoire compliquée. Il a été fabriqué par Itek (en) dans le cadre d'une compétition pour le contrat du miroir de Hubble (bien qu'il ait une spécification différente de celle utilisée pour fabriquer celui de Hubble). Lorsque Perkin-Elmer fut sélectionné comme le contractant d'Hubble, le miroir a été cédé a un projet classifié de l'US Air Force. Quand ce projet a été à son tour abandonné, le miroir a été donné à l'observatoire de Magdalena Ridge, avec une ébauche du secondaire,.

## Télescope de 2,4 mètres
Le télescope de 2,4 mètres est caractérisé par sa grande agilité (vitesse de modification du pointage de 10 degrés par seconde) qui est exploitée pour suivre les astéroïdes, comètes et les objets artificiels en orbite autour de la Terre. Il peut être pointé avec une élévation très faible, ce qui lui permet d'observer des objets qui ne sont normalement visibles que par les observatoires situés dans l'hémisphère sud. Il est utilisé pour des recherches astronomiques classiques mais également pour remplir des objectifs concernant la sécurité des États-Unis : suivi des satellites de reconnaissance, des missiles, surveillance de l'espace proche. Il est utilisé par des programmes de détection des astéroïdes géocroiseurs financés par la NASA.

## Interféromètre optique (MROI)

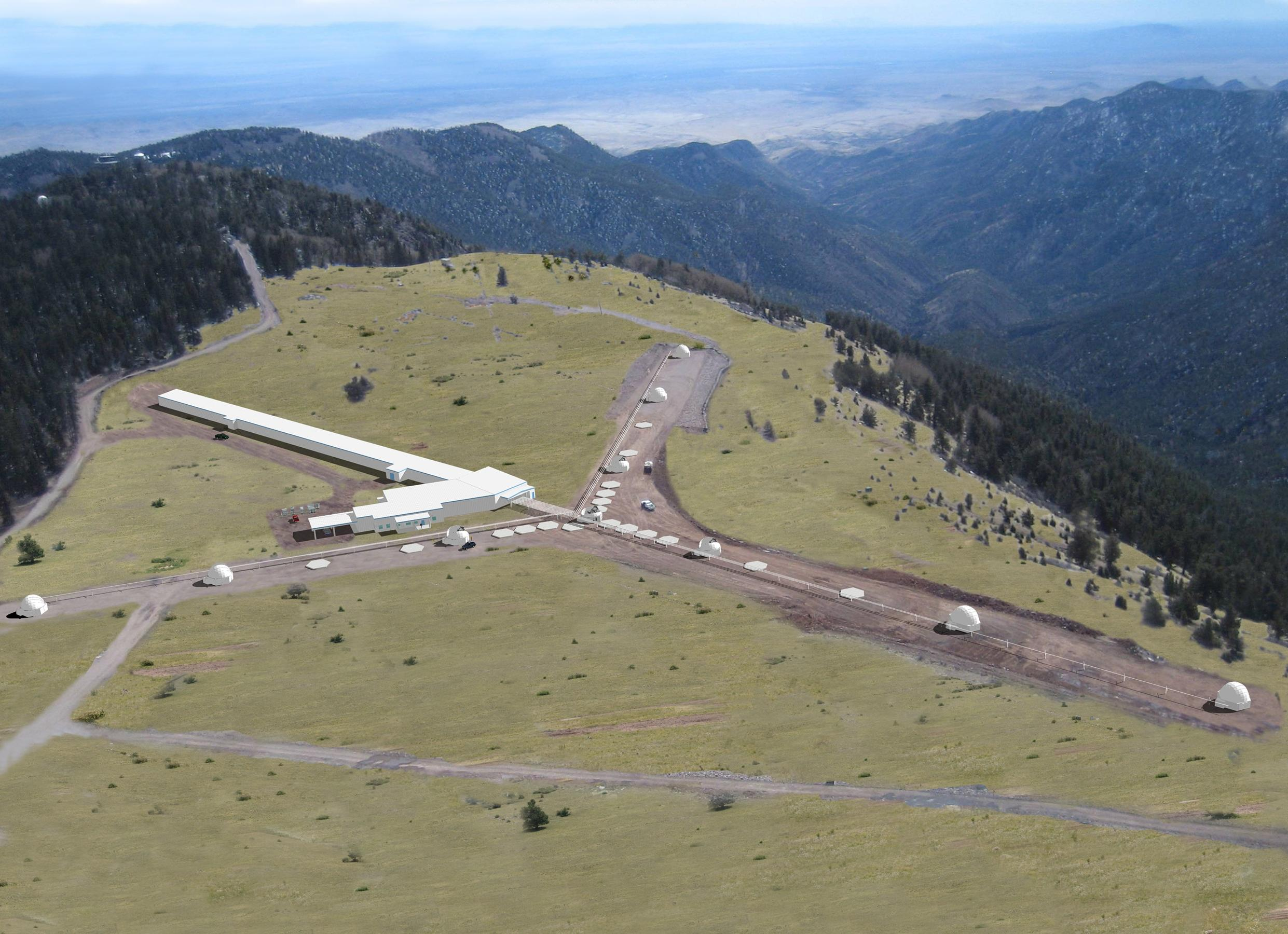
Vue d'artiste du futur interféromètre optique de Magdalena Ridge.

L'observatoire construit un interféromètre optique à longue base (Magdalena Ridge Observatory Interferometer ou MROI) constitué de dix télescopes de 1,4 mètre de diamètre observant en lumière visible et dans le proche infrarouge (longueurs d'onde comprises entre 0,6 et 2,4 microns). Les télescopes peuvent être déplacés le long de trois branches en forme de Y qui permet de faire varier leur distance de 7,8 à 340 mètres. La résolution spatiale visée est 100 fois supérieure à celle du télescope spatial Hubble. Le projet dont la conception remonte à 2011 a rencontré des problèmes de financement et est loin d'être achevé en 2022. Un premier télescope est opérationnel depuis 2019 et le second a été livré en 2023. Le projet doit permettre de remplir trois objectifs  : 
- Astronomie : formation des étoiles et des planètes, accrétion stellaire et perte de masse, noyaux galactiques actifs
- Surveillance de l'espace proche : photographies des satellites civils et militaires en orbite géostationnaire
- Éducation